# أخيضر فيلادلفي
أخيضر فيلادلفي (الاسم العلمي:Vireo philadelphicus) (بالإنجليزية: Philadelphia Vireo)‏ هو نوع من الطيور يتبع جنس الأخيضر من الفصيلة الأخيضرية.